# Le Plessis-Grammoire
Le Plessis-Grammoire és un municipi francès situat al departament de Maine i Loira i a la regió de País del Loira. L'any 2007 tenia 2.219 habitants.

## Demografia

### Població
El 2007 la població de fet de Le Plessis-Grammoire era de 2.219 persones. Hi havia 776 famílies de les quals 119 eren unipersonals (34 homes vivint sols i 85 dones vivint soles), 253 parelles sense fills, 346 parelles amb fills i 58 famílies monoparentals amb fills.
La població ha evolucionat segons el següent gràfic:
Habitants censats

### Habitatges
El 2007 hi havia 814 habitatges, 784 eren l'habitatge principal de la família, 11 eren segones residències i 19 estaven desocupats. 768 eren cases i 35 eren apartaments. Dels 784 habitatges principals, 643 estaven ocupats pels seus propietaris, 138 estaven llogats i ocupats pels llogaters i 3 estaven cedits a títol gratuït; 28 tenien dues cambres, 66 en tenien tres, 153 en tenien quatre i 538 en tenien cinc o més. 650 habitatges disposaven pel capbaix d'una plaça de pàrquing. A 301 habitatges hi havia un automòbil i a 441 n'hi havia dos o més.

### Piràmide de població
La piràmide de població per edats i sexe el 2009 era:
| Homes | Edats   | Dones |
| ----- | ------- | ----- |
| 0     | 95 o +  | 0     |
| 8     | 90 a 94 | 4     |
| 4     | 85 a 89 | 20    |
| 4     | 80 a 84 | 0     |
| 16    | 75 a 79 | 12    |
| 20    | 70 a 74 | 28    |
| 40    | 65 a 69 | 32    |
| 40    | 60 a 64 | 56    |
| 44    | 55 a 59 | 44    |
| 68    | 50 a 54 | 68    |
| 76    | 45 a 49 | 64    |
| 92    | 40 a 44 | 80    |
| 96    | 35 a 39 | 96    |
| 80    | 30 a 34 | 100   |
| 48    | 25 a 29 | 36    |
| 48    | 20 a 24 | 32    |
| 52    | 15 a 19 | 120   |
| 104   | 10 a 14 | 56    |
| 84    | 5 a 9   | 92    |
| 64    | 0 a 4   | 68    |

## Economia
El 2007 la població en edat de treballar era de 1.435 persones, 1.063 eren actives i 372 eren inactives. De les 1.063 persones actives 992 estaven ocupades (511 homes i 481 dones) i 70 estaven aturades (33 homes i 37 dones). De les 372 persones inactives 143 estaven jubilades, 163 estaven estudiant i 66 estaven classificades com a «altres inactius».

### Ingressos
El 2009 a Le Plessis-Grammoire hi havia 824 unitats fiscals que integraven 2.343 persones, la mediana anual d'ingressos fiscals per persona era de 19.746 €.

### Activitats econòmiques
Dels 82 establiments que hi havia el 2007, 1 era d'una empresa alimentària, 10 d'empreses de fabricació d'altres productes industrials, 13 d'empreses de construcció, 19 d'empreses de comerç i reparació d'automòbils, 2 d'empreses de transport, 2 d'empreses d'informació i comunicació, 3 d'empreses financeres, 1 d'una empresa immobiliària, 10 d'empreses de serveis, 14 d'entitats de l'administració pública i 7 d'empreses classificades com a «altres activitats de serveis».
Dels 18 establiments de servei als particulars que hi havia el 2009, 1 era una oficina de correu, 1 funerària, 1 taller d'inspecció tècnica de vehicles, 1 paleta, 1 guixaire pintor, 5 fusteries, 1 lampisteria, 2 electricistes, 2 perruqueries, 1 agència immobiliària i 2 salons de bellesa.
Dels 5 establiments comercials que hi havia el 2009, 1 era una botiga de menys de 120 m², 1 una fleca, 1 una carnisseria, 1 una llibreria i 1 una botiga de roba.
L'any 2000 a Le Plessis-Grammoire hi havia 15 explotacions agrícoles que ocupaven un total de 572 hectàrees.

## Equipaments sanitaris i escolars
L'únic equipament sanitari que hi havia el 2009 era una farmàcia.
El 2009 hi havia 1 escola maternal i 1 escola elemental.

## Poblacions més properes
El següent diagrama mostra les poblacions més properes.